# Резо Габриадзе
Реваз Габриадзе (на грузински: რევაზ გაბრიაძე) е грузински сценарист и режисьор.
Роден е на 29 юни 1936 година в Кутаиси. Започва да пише сценарии за киното през 1968 година и през следващите години работи по популярни филми като „Не тъгувай!“ („Не горюй!“, 1969), „Мимино“ („მიმინო“, 1977), „Кин-дза-дза!“ („Кин-дза-дза!“, 1986). През 1970-те години режисира няколко собствени филма, а от 1980-те години се занимава с куклен театър.

## Избрана филмография
- „Необикновена изложба“ („არჩვეულებრივი გამოფენა“, 1968)
- „Не тъгувай!“ („Не горюй!“, 1969)
- „Мимино“ („მიმინო“, 1977)
- „Кин-дза-дза!“ („Кин-дза-дза!“, 1986)